# Hajós Imre (labdarúgó)
Hajós Imre (Szeged, 1933. október 30. – 1989. április 4.) labdarúgó, csatár.

## Pályafutása
A Szegedi VSE együttesében kezdte a labdarúgást. Sorkatonai szolgálata alatt Kecskeméten játszott. 1957 és 1968 között a Szegedi EAC csapatában játszott, mint csatár. Tagja volt az 1960–61-es idényben hatodik helyezett csapatnak. Összesen 166 élvonalbeli bajnoki mérkőzésen lépett pályára és 52 gólt szerzett. 1969-ben a Szegedi Dózsa csapatában fejezte be az aktív labdarúgást.
Öt alkalommal szerepel a B-válogatottban.

## Sikerei, díjai
- Magyar bajnokság
  - 6.: 1960–61